# Castêlo da Maia GC
Castêlo da Maia GC – portugalski klub siatkarski z miejscowości Maia. Założony został w 1973 roku. Czterokrotny mistrz Portugalii, sześciokrotny zdobywca Pucharu Portugalii oraz pięciokrotny zdobywca Superpucharu Portugalii. Brązowy medalista Pucharu Zdobywców Pucharów.
Głównym obiektem, w którym zespół rozgrywa swoje mecze domowe, jest otwarta w 1987 roku klubowa hala w gminie Maia.

## Historia
W 1969 roku powstała sekcja siatkarska w ramach Sport Clube Castêlo da Maia. 5 lutego 1973 roku utworzony został siatkarski klub pod nazwą Castêlo da Maia Ginásio Clube. Początkowo siatkarze trenowali w Porto i okolicznych miejscowościach. W 1974 roku klub przeniósł się do nowo otwartej miejskiej hali sportowej w Maia (Pavilhão Municipal da Maia). 4 lipca 1987 roku odbyło się uroczyste otwarcie nowej hali sportowej, należącej do Castêlo da Maia GC.
Męska drużyna Castêlo da Maia GC nieprzerwanie od sezonu 1990/1991 występuje w najwyższej klasie rozgrywkowej. W tym okresie czterokrotnie została mistrzem Portugalii, sześciokrotnie zdobyła Puchar Portugalii, a pięciokrotnie – Superpuchar Portugalii.
W sezonie 1992/1993 Castêlo da Maia GC zadebiutował w europejskich pucharach, grając w Pucharze CEV. W sezonie 1997/1998 zajął 3. miejsce w Pucharze Zdobywców Pucharów.

## Osiągnięcia
- Mistrzostwo Portugalii (4x): 2001, 2002, 2003, 2004
- Puchar Portugalii (6x): 1994, 2002, 2003, 2004, 2010, 2014
- Superpuchar Portugalii (5x): 1994, 1996, 1999, 2001, 2010

## Udział w europejskich pucharach
| Sezon     | Rozgrywki                 | Osiągnięcie             |
| --------- | ------------------------- | ----------------------- |
| 1993/1994 | Puchar CEV                | runda kwalifikacyjna    |
| 1994/1995 | Puchar Zdobywców Pucharów | II runda kwalifikacyjna |
| 1995/1996 | Puchar CEV                | 1/8 finału              |
| 1996/1997 | Puchar CEV                | runda kwalifikacyjna    |
| 1997/1998 | Puchar Zdobywców Pucharów | 3. miejsce              |
| 1998/1999 | Puchar Zdobywców Pucharów | faza grupowa            |
| 1999/2000 | Puchar Zdobywców Pucharów | faza grupowa            |
| 2000/2001 | Puchar Top Teams          | faza grupowa            |
| 2001/2002 | Puchar Top Teams          | faza grupowa            |
| 2002/2003 | Puchar Top Teams          | faza grupowa            |
| 2003/2004 | Puchar Top Teams          | 4. miejsce              |
| 2004/2005 | Puchar Top Teams          | ćwierćfinał             |
| Źródło:   |                           |                         |